# Komunistička partija Slovenije (Slovenija)
Za povijesnu Komunističku partiju osnovanu 1937. vidi: Komunistička partija Slovenije.
Komunistička partija Slovenije je malena politička stranka u Sloveniji. Slijedi učenje Karla Marxa, Vladimira Lenjina i Josipa Broza Tita. Propagira ateizam i snagu nad fašizmom i nacizmom.

## Vanjske poveznice
- Službena stranica  Arhivirana inačica izvorne stranice od 9. kolovoza 2007. (Wayback Machine)